# Anna Watts
Anna Louise Watts (1975) is hoogleraar astrofysica aan de Universiteit van Amsterdam. Ze bestudeert neutronensterren en hun thermonucleaire explosies.

## Opleiding en carrière
Watts volgde een opleiding aan Bradford Girls 'Grammar School. Ze studeerde natuurkunde aan het Merton College, Oxford, en studeerde in 1995 af aan de Universiteit van Oxford. Ze werkte vijf jaar bij het Britse ministerie van Defensie (Verenigd Koninkrijk). Watts promoveerde in 2004 in de natuurkunde onder begeleiding van Nils Andersson op onderzoek naar neutronensterren.
Na haar promotie verhuisde Watts naar Washington, DC om te werken als een postdoctorale fellow bij Goddard Space Flight Center (2004-2005). Ze ontving vervolgens een fellowship aan het Max Planck Instituut voor Astrofysica in München (2005-2007). In 2008 trad Watts toe tot het Anton Pannekoek Instituut voor Sterrenkunde aan de Universiteit van Amsterdam. In 2019 werd ze benoemd tot hoogleraar.

## Onderzoek
Watts probeert de fysica achter de gewelddadige dynamische gebeurtenissen op neutronensterren te begrijpen. Deze omvatten jets, thermonucleaire explosies en sterbevingen. Haar onderzoek ligt op het snijvlak van theoretische fysica en astrofysica . Samen met Tod Strohmayer identificeerde ze de verborgen structuur van een neutronenster; een korst van 1,6 km van materiaal dat zo dicht is dat een theelepel ervan 10 miljoen ton weegt. In 2014 ontving ze een ERC Starting Grant ter waarde van € 1.500.000 om de fysica van neutronenster-explosies te bestuderen.
Ze is betrokken bij de ontwikkeling van toekomstige high-energy ruimtetelescopen. Watts maakt deel uit van het wetenschapsteam voor de NASA- sonde Strobe-X. Voor de Chinees-Europese Enhanced X-ray Timing and Polarimetry-missie is zij voorzitter van de Dense Matter Science Working Group. Ze is ook voorzitter van Netwerk 3 van de Nederlandse Onderzoeksschool voor Astronomie (NOVA). Ze was lid van de commissie European Cooperation in Science & Technology. Watts heeft bijgedragen aan Times Higher Education en Vice.

## Weblinks
- www.staff.fnwi.uva.nl/a.l.watts
- www.twitter.com/drannawatts